# Peter Iepurașul (film)
Peter Iepurașul (titlu original: Peter Rabbit) este un film american 3D de animație din 2018 regizat de Will Gluck. În limba română vocea cântărețului rap este asigurată de artistul Krem.